# シミックファーマサイエンス
シミックファーマサイエンス株式会社（英: CMIC Pharma Science Co., Ltd.）は、山梨県北杜市に本社を置く、シミックホールディングス傘下の医薬品検査受託会社である。

## 沿革
- 1980年（昭和55年）12月 - 株式会社北海道ラジオアイソトープセンター設立。
- 1991年（平成3年）9月 - 動物試験受託事業に参入。事業所名 応用医学研究所として北海道石狩市で営業開始。
- 1992年（平成4年）7月 - 応用医学研究所にて品質保証事業、薬物動態事業を開始。
- 1997年（平成9年）10月 - 株式会社応用医学研究所に商号変更。
- 1999年（平成11年）5月 - エスエス製薬の100%子会社となる。
- 2004年（平成16年）7月 - シミックの子会社となる。
- 2006年（平成18年）9月 - 東京証券取引所マザーズに上場。
- 2011年（平成23年）2月 - シミックの100%子会社となる。
- 2015年（平成27年）10月 - 株式会社JCLバイオアッセイを吸収合併し、シミックファーマサイエンス株式会社に商号変更。本社を北海道札幌市から東京都港区に移転。
- 2016年（平成28年）4月 - 株式会社シミックバイオリサーチセンターを吸収合併。